# Storfors kommun
Storfors kommun är en kommun i Värmlands län i landskapet Värmland. Centralorten och kommunens största tätort är Storfors. Vid gränsen till Karlskoga kommun ligger tätorten Kyrksten. I kommunens västra delar finns småorten Lundsberg, där internatskolan Lundsbergs skola är belägen.

## Administrativ historik
Kommunens område motsvarar socknarna: Bjurtjärn, Lungsund och en del av Kroppa. I dessa socknar bildades vid kommunreformen 1862 landskommuner med motsvarande namn.
Storfors köping bildades 1950 genom en utbrytning ur Kroppa landskommun.
Vid kommunreformen 1952 bildades Ullvätterns landskommun av Bjurtjärns och Lungsunds landskommuner.
1967 införlivades Ullvätterns landskommun i Storfors köping. Storfors kommun bildades vid kommunreformen 1971 genom en ombildning av Storfors köping.
Kommunen ingick från bildandet till 2005 i Kristinehamns domsaga och kommunen ingår sedan 2005 i Värmlands domsaga.
| –1862                     | –1862        | 1863–1949                   | 1863–1949                   | 1950–1951                   | 1950–1951                   | 1952–1966      | 1952–1966      | 1967–1970       | 1967–1970       | 1971–Idag                | 1971–Idag                |              |              |
| Härad                     | Socken       | Landskommun och Stadskommun | Landskommun och Stadskommun | Landskommun och Stadskommun | Landskommun och Stadskommun | Storkommun     | Storkommun     | Storkommun      | Storkommun      | Enhetskommun             | Enhetskommun             | Enhetskommun | Enhetskommun |
| Färnebo härad             | Kroppa sn    | Kroppa ln                   | Kroppa ln                   |                             |                             |                |                |                 |                 | del av Filipstads kommun | del av Filipstads kommun |              |              |
| Färnebo härad             | Kroppa sn    | Kroppa ln                   | Kroppa ln                   |                             |                             |                |                | Storfors köping | Storfors köping | Storfors kommun          | Storfors kommun          |              |              |
| Färnebo härad             | Lungsund sn  | Lungsund ln                 | Lungsund ln                 | Lungsund ln                 | Lungsund ln                 | Ullvätterns ln | Ullvätterns ln | Storfors köping | Storfors köping | Storfors kommun          | Storfors kommun          |              |              |
| Karlskoga bergslags härad | Bjurtjärn sn | Bjurtjärn ln                | Bjurtjärn ln                | Bjurtjärn ln                | Bjurtjärn ln                | Ullvätterns ln | Ullvätterns ln | Storfors köping | Storfors köping | Storfors kommun          | Storfors kommun          |              |              |

## Geografi
Kommunen gränsar i söder till Kristinehamns kommun och Degerfors kommun (Örebro län/Värmland/Närke), i norr till Filipstads kommun,  i väster till Karlstads kommun, i öster till Karlskoga kommun (Örebro län/Värmland) och i östnordöst till Hällefors kommun (Örebro län/Västmanland).

### Topografi och hydrografi
I kommunen utgörs berggrunden främst av granit, vilket formar en relativt plan yta genombruten av huvudsakligen nord-sydliga sprickdalar. Ett antal betydande sjöar inom Letälvens vattensystem, såsom Ullvettern, Öjevettern, Stor-Lungen och Alkvettern, är samlade längs ett milsbrett dalstråk i nord-sydlig riktning.
Kring dessa sjöar finns uppodlade jordar, och det odlade landskapet kantas av dungar av lövskog och ängsmarker. Skogsområden bestående av tallskog och blåbärsgranskog sträcker sig väster och öster om dalstråket, där berggrunden till största delen är täckt av näringsfattig morän.

### Administrativ indelning
Fram till 2016 var kommunen för befolkningsrapportering indelad i en enda församling, Storfors församling.

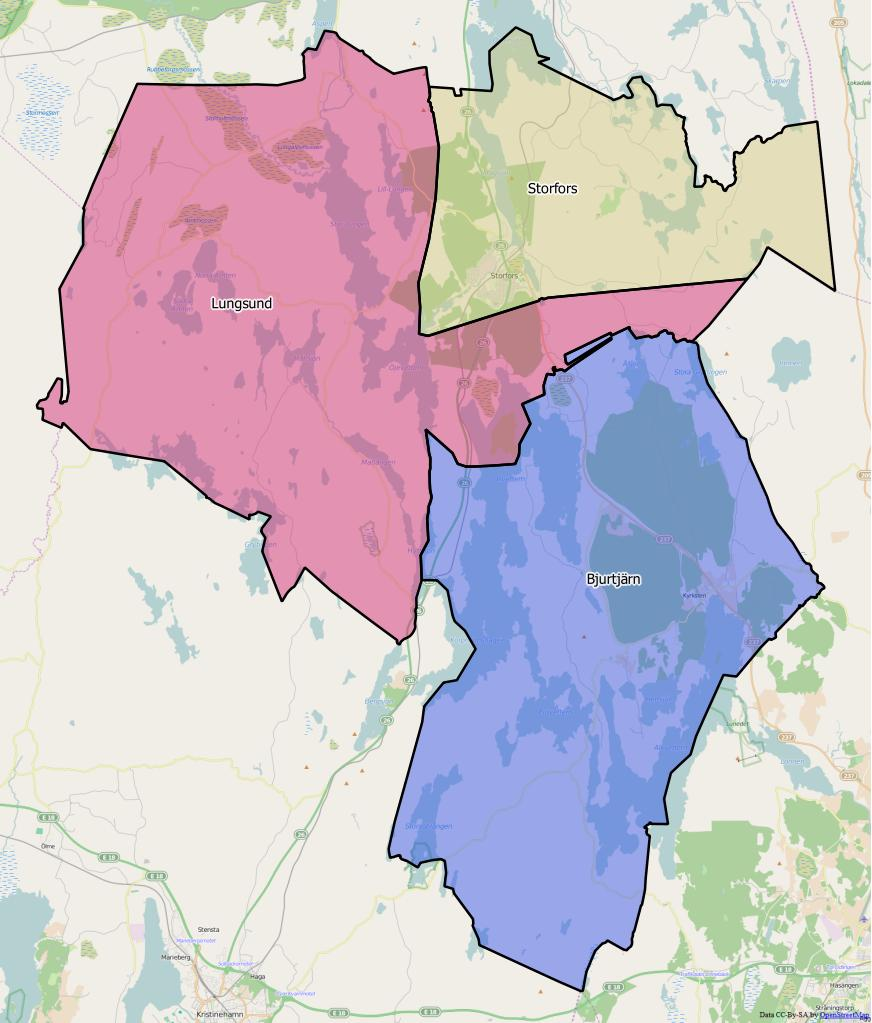
Distrikt inom Storfors kommun

Från 2016 indelas kommunen i tre distrikt:Bjurtjärn, Lungsund och Storfors.

### Tätorter
Vid Statistiska centralbyråns tätortsavgränsning den 31 december 2015 fanns det två tätorter i Storfors kommun.
| Nr | Tätort   | Folkmängd |
| -- | -------- | --------- |
| 1  | Storfors | 2 218     |
| 2  | Kyrksten | 237       |

Centralorten är i fet stil.

## Styre och politik

### Styre
Mandatperioden 2010–2014 styrdes kommunen av Socialdemokraterna som samlade 16 av 31 mandat i kommunfullmäktige. I valet 2014 rönte Sverigedemokraterna stor framgång lokalt. Även om Socialdemokraterna valde att bilda styre med Vänsterpartiet så samlade sig alla partier i kommunfullmäktige och konstaterade att man kunde samarbete med varandra om det innebar att Sverigedemokraterna inte fick inflytande över politiken. Efter valet 2018 behöll Socialdemokraterna och Vänsterpartiet den majoriteten.
I oktober 2022 meddelades maktskifte där Moderaterna, Kristdemokraterna, Sverigedemokraterna och Centerpartiet gick samman i ett borgerligt styre. Två månader senare valde dock Centerpartiet att kliva av samarbetet och istället vara "en oberoende vågmästare". Strax innan poster i nämnderna skulle fördelas i december 2022 kom dock ett nytt besked; även Sverigedemokraterna och Kristdemokraterna klev av samarbetet. Det hela kom att kallas "Storforssoppan i sandlådan". Resultatet blev ett oklart styre där Socialdemokraterna tilldelades posten som kommunstyrelsens ordförande.

### Kommunfullmäktige

#### Presidium
| Presidium 2022–2026    | Presidium 2022–2026 | Presidium 2022–2026 |
| ---------------------- | ------------------- | ------------------- |
| Ordförande             | C                   | Håkan Larsson       |
| Förste vice ordförande | S                   | Lennart Johansson   |
| Andre vice ordförande  | M                   | Marie Hagman        |

#### Mandatfördelning 1970–2022
| 22 | 6 | 4 | 3 |

| 28 | 7 |

| 22 | 8 | 2 | 3 |

| 25 | 10 |

| 22 | 7 | 2 | 4 |

| 23 | 12 |

| 2 | 20 | 6 | 3 | 4 |

| 26 | 9 |

| 2 | 21 | 5 | 2 | 5 |

| 23 | 12 |

| 2 | 20 | 5 | 3 | 5 |

| 25 | 10 |

| 3 | 19 |  | 5 | 3 | 4 |

| 22 | 13 |

| 3 | 18 |  | 5 | 2 |  | 5 |

| 23 | 12 |

| 4 | 18 |  | 4 | 2 |  | 5 |

| 17 | 18 |

| 5 | 13 |  | 6 | 3 |  |  | 5 |

| 20 | 15 |

| 4 | 16 | 7 | 3 |  | 4 |

| 19 | 16 |

| 3 | 16 | 7 | 4 |  | 4 |

| 21 | 14 |

| 3 | 16 |  |  | 4 |  | 5 |

| 19 | 12 |

| 4 | 12 | 4 | 4 | 3 |

| 15 | 12 |

| 3 | 12 | 3 |  | 4 |  | 3 |

| 17 | 10 |

| 2 | 9 | 5 | 3 |  | 7 |

| 14 | 13 |

### Nämnder

#### Kommunstyrelse
Kommunstyrelsen i Storfors kommun utgörs av nio ordinarie ledamöter. Under kommunstyrelsen finns två utskott; arbetsutskottet och individutskottet.
| Presidium 2022–2026    | Presidium 2022–2026 | Presidium 2022–2026       |
| ---------------------- | ------------------- | ------------------------- |
| Ordförande             | S                   | Eva-Lotta Härdig Eriksson |
| Förste vice ordförande | M                   | Ingemar Olsson            |

#### Lista över kommunstyrelsens ordförande
- Stellan Lindskoog, Socialdemokraterna, 1986–1997[18][19]
- Dorothéa Sohlberg, Socialdemokraterna, 1998–1 februari 2010[20][21]
- Hans Jildesten, Socialdemokraterna, 1 februari 2010–31 december 2022[22]
- Eva-Lotta Härdig Eriksson, Socialdemokraterna, 1 januari 2023–[23]

Denna lista hämtas från Wikidata. Informationen kan ändras där.

#### Övriga nämnder
Regionen och kommunerna i Värmland har samarbetat genom Hjälpmedelsnämnden i Värmland sedan 2004. Sedan 2010 ingår kommunerna i Värmland i en gemensam drifts- och servicenämnd inom Karlstads kommuns organisation. Syftet med nämnden är att förbättra samordningen inom länet. Sedan den 1 januari 2011 har Kristinehamn, Degerfors, Filipstad, Karlskoga och Storfors kommuner en gemensam överförmyndarnämnd, kallad Östra Värmlands överförmyndarnämnd. Den 1 september 2012 bildades även en gemensam administrativ nämnd för Filipstad, Karlskoga, Kristinehamn och Storfors kommuner. Nämnden, som är placerad i Kristinehamn, ansvarar för löneadministration. Detta innebär att sedan 1 mars 2020 finns en nämnd i kommunen som drivs i egen regi (förutom kommunstyrelsen) nämligen valnämnden samt fem nämnder som är gemensamma med andra kommuner.

### Vänorter

Storfors Vänorter på en Europakarta

- Dovre, Norge
- Leppävirta, Finland
- Kerimäki, Finland [25]

## Ekonomi och infrastruktur

### Näringsliv
Fram till början av 1980-talet dominerades Storfors näringsliv av centralortens järnbruk. När bruket lades ned, övertogs rörproduktionen av flera fristående företag som idag utgör kärnan i kommunens näringsliv. Ett exempel är Structo Hydraulics AB, baserat i centralorten.

### Infrastruktur

#### Transporter
Kommunen genomkorsas av flera viktiga transportleder. Järnvägen Kristinehamn-Daglösen är en av dessa. Dessutom löper riksväg 64 genom kommunen. Utöver detta går även länsväg 237 genom kommunen.

## Befolkning

### Demografi

#### Befolkningsutveckling
Kommunen har 3 783 invånare (31 mars 2025), vilket placerar den på 281:a plats avseende folkmängd bland Sveriges kommuner.
| Befolkningsutvecklingen i Storfors kommun 1970–2020 | Befolkningsutvecklingen i Storfors kommun 1970–2020 | Befolkningsutvecklingen i Storfors kommun 1970–2020 | Befolkningsutvecklingen i Storfors kommun 1970–2020 | Befolkningsutvecklingen i Storfors kommun 1970–2020 |
| --- | --------------------------------------------------- | --------------------------------------------------- | --------------------------------------------------- | --------------------------------------------------- |
| |                                                     |                                                     |                                                     |                                                     |
| År |                                                     |                                                     | Folkmängd                                           |                                                     |
| 1970 | 1970                                                |                                                     | 5 617                                               |                                                     |
| 1975 | 1975                                                |                                                     | 5 274                                               |                                                     |
| 1980 | 1980                                                |                                                     | 5 508                                               |                                                     |
| 1985 | 1985                                                |                                                     | 5 333                                               |                                                     |
| 1990 | 1990                                                |                                                     | 5 299                                               |                                                     |
| 1995 | 1995                                                |                                                     | 5 147                                               |                                                     |
| 2000 | 2000                                                |                                                     | 4 725                                               |                                                     |
| 2005 | 2005                                                |                                                     | 4 542                                               |                                                     |
| 2010 | 2010                                                |                                                     | 4 273                                               |                                                     |
| 2015 | 2015                                                |                                                     | 4 032                                               |                                                     |
| 2020 | 2020                                                |                                                     | 3 990                                               |                                                     |
| Anm: Informationen gäller för dagens kommungränser. Äldre informationen är ihopsamlad från tidigare kommuner eller från socknarna som idag ingår i kommunen. |                                                     |                                                     |                                                     |                                                     |

#### Invånare efter de vanligaste födelseländerna
År 2023 utgjorde finländare 4,2 % av den utlandsfödda befolkningen, följt av tyskar 0,9 %, norrmän 0,8 %, och polacker lika mycket.
| Födelseland      | Födelseland   | Födelseland |
| ---------------- | ------------- | ----------- |
| 31 december 2024 |               |             |
| 1                | Finland       | 157         |
| 2                | Tyskland      | 36          |
| 3                | Polen         | 32          |
| 4                | Ungern        | 30          |
| 5                | Nederländerna | 28          |
| 6                | Norge         | 27          |
| 6                | Thailand      | 27          |
| 8                | Myanmar       | 21          |
| 8                | Syrien        | 21          |
| 10               | Rumänien      | 14          |
| 10               | Ryssland      | 13          |
| 12               | Danmark       | 11          |
| 12               | Österrike     | 11          |
| 14               | Ukraina       | 10          |

## Kultur

### Kommunvapen
Blasonering: I fält av guld två röda tänger för lancashiresmide, den högra störtad, överlagda med en delad, av silver och svart genom styckande skuror spetsrutad bjälke.
Motivet i sköldens mitt, den så kallade spetsrutade bjälken, kommer från släkten Linroths vapen. Detta då släkten hade stor betydelse för bruksverksamheten, på vilken även tängerna anspelar. Vapnet komponerades av Riksheraldikerämbetet och fastställdes för Storfors köping 1949. Det registrerades för Storfors kommun i PRV 1974. Även Ullvätterns landskommun hade ett vapen, från 1955, vars giltighet upphörde vid sammanläggningen 1967.

Storfors köping (1949–1967)
Ullvätterns landskommun (1955–1967)